# Jean-Michel Guilcher
Pour les articles homonymes, voir Guilcher.
Jean-Michel Guilcher, né le 24 septembre 1914 à Saint-Pierre-Quilbignon et mort le 27 mars 2017 à Meudon,, est un ethnologue français.

## Biographie
Naturaliste de formation, Jean-Michel Guilcher suit les cours de danse d'Alick-Maud Pledge. Dans l'entre-deux-guerres, il se fait connaître en tant que danseur et comédien ambulant aux côtés de Jean-Marie Serreau.
Il vise ensuite une carrière dans l'enseignement en lycée. À partir de 1942, il collabore aux éditions du Père Castor, puis entre au CNRS en 1955. Il soutient sa thèse en 1962.
Il a été maître de recherches honoraire au CNRS.
Il est connu pour ses recherches ethnologiques menées sur les danses traditionnelles en France, et ses enquêtes de terrain en Basse-Bretagne. Il réalise son travail en collaboration avec Hélène, son épouse.
Dans son ouvrage intitulé, La Tradition populaire de danse en Basse-Bretagne, publié en 1963, il définit une méthode d'enquête ethnographique qui servent de base à l'étude scientifique du répertoire populaire, chanté et dansé. Il dresse l'état de la tradition de danse telle qu'on pouvait encore l'observer au moment de son collectage.
En 1969, il publie La Contredanse et les renouvellements de la danse française, qui aborde l'origine et le développement de la contredanse et plus généralement la pratique de la danse au XVIIIe siècle. 
Ces deux ouvrages sont considérés comme fondamentaux.

## Principales publications

### Sur la danse

#### Ouvrages
- La Tradition populaire de danse en Basse-Bretagne, 1963.
- Les Formes anciennes de la danse en Berry, 1965.
- La Contredanse et les renouvellements de la danse française, 1969. Réédité sous le titre La contredanse. Un tournant dans l'histoire française de la danse, 2004.
- La Tradition de danse en Béarn et pays basque français, 1984.
- La Chanson folklorique de langue française, 1989.
- L'Histoire de la danse, parent pauvre de la recherche, 1994Écrit avec Yves Guilcher.
- Rondes, branles, caroles : le chant dans la danse, 2003.
- Danse traditionnelle et anciens milieux ruraux français, 2009.
- Danses traditionnelles en Pyrénées centrales, 2009.

#### Articles
- « La danse ronde en Léon », Annales de Bretagne et des pays de l'Ouest, Tome 59, numéro 1, 1952. p. 60-78[10].
- « Dérobées et Monferines en Basse-Bretagne », Annales de Bretagne et des pays de l'Ouest, Tome 61, numéro 1, 1954. p. 111-124[11].
- « La Tradition ancienne de danse en Trégor », Annales de Bretagne et des pays de l'Ouest, Tome 65, numéro 4, 1958. p. 489-507[12].
- « Les formes anciennes de la danse en Berry », Arts et traditions populaires, janvier-mars 1965. pp. 3.34.
- « Un jeu des mariages en Basse-Bretagne », Arts et traditions populaires, 1967.
- « Conservation et renouvellement dans la culture paysanne ancienne de Basse-Bretagne », Arts et traditions populaires, 1967.
- « Les derniers branles de Béarn et Bigorre », Arts et traditions populaires, juillet-décembre 1968.
- «L'enseignement militaire de la danse et les traditions populaires », Arts et traditions populaires, 18e année, No. 1/3 (Janvier-Septembre 1970), p. 273-328. Avec Hélène Guilcher.
- « À la découverte de la danse bretonne », ArMen, no 67,‎ mai 1995, p. 14-27.

### Pour la jeunesse
- Dix danses simples des pays de France choisies pour la jeunesse, 1947.
- Bernique, 1948.
- Les deux bossus, 1948.
- Le violon enchanté, 1948.
- Le singe et l'hirondelle, 1949.
- Amo le Peau Rouge, 1951.
- Mangazou le petit Pygmée, 1952.
- Jeux de nourrice, 1953.
- Jan de Hollande, 1954.
- Rondes et Jeux Dansés, 1956
- Bête comme une oie, 1998.

### Sources
- Fonds : Miss Pledge (1930-1949) [Documents textuels ; 0,30 ml]. Cote : 158, Archives de la FFEPGV.